# (454352) Majidzandian
(454352) Majidzandian est un astéroïde de la ceinture principale.

## Description
(454352) Majidzandian est un astéroïde de la ceinture principale. Il fut découvert le 3 juillet 2010 aux États-Unis par le programme WISE. Il présente une orbite caractérisée par un demi-grand axe de 2,58 UA, une excentricité de 0,05 et une inclinaison de 28,6° par rapport à l'écliptique.